# Horch Typ 10
La Horch Typ 10 era una piccola famiglia di autovetture composta da due modelli di fascia alta prodotti dal 1921 al 1926 dalla Casa automobilistica tedesca Horch.

## Storia e profilo

### Contesto storico
I due modelli della famiglia Typ 10 (spesso anche indicata semplicemente come Horch 10) sono stati frutto del primo progetto completamente nuovo del primo dopoguerra. In quel periodo la Horch non stava navigando in buone acque a causa dell'inflazione galoppante che stava letteralmente tagliando il valore del denaro giorno dopo giorno (basti pensare che in molte aziende i dipendenti venivano pagati ogni giorno per non permettere che nel giro di un mese il loro stipendio potesse perdere valore e ridurli anzitempo con le tasche vuote). A ciò si aggiunga il fatto che il listino comprendeva modelli ormai obsoleti e basati su vecchi progetti risalenti all'inizio degli anni dieci del Novecento.
Le sole modifiche apportate rispetto al periodo pre-bellico nei modelli riproposti furono un leggero innalzamento del regime di rotazione dei motori (circa 200-400 giri/min in più) e a fronte di un leggero miglioramento del rendimento dei motori si ebbe anche un incremento delle prestazioni velocistiche (circa il 10% in più) e un calo dei consumi di carburante (circa 2 litri ogni 100 km). Ma fu chiaro che all'inizio degli anni venti un simile ventaglio di prodotti non avrebbe potuto avere vita lunga, poiché alcune Case (Mercedes e Audi in primis) stavano lavorando a prodotti più innovativi e quindi in grado di dare il colpo di grazia ai modelli Horch mettendo fuori gioco la Casa di Zwickau.
Fortunatamente alla Horch arrivò un uomo che diede il via ad un programma di ristrutturazione aziendale molto deciso: quest'uomo fu Moritz Straus, già dal 1916 direttore generale della Argus Motoren Gesellschaft, un'azienda tedesca che durante la prima guerra mondiale costruì motori aeronautici e per l'esercito tedesco. Al termine del conflitto, con la stipula del Trattato di Versailles, l'azienda non poté più continuare tale attività e fu costretta a convertirsi alla produzione automobilistica. Fu così che nel 1920 Moritz Straus rilevò la maggioranza del pacchetto azionario della Horch e delegò un suo valido collaboratore, lo svizzero Arnold Zoller, allo sviluppo di nuovi motori per equipaggiare i nuovi modelli Horch che sarebbero arrivati.

### La 10/35 PS o 10M20
Due furono i nuovi modelli della gestione Straus presentati al Salone dell'automobile di Berlino il 23 settembre del 1921: accanto alla Horch 15/45 PS con motore da 3.9 litri fu presentata anche la 10/35 PS, nota anche come 10M20, una vettura che andò a porsi alla base della gamma Horch dal punto di vista della fascia di mercato occupata, ma ai vertici quanto a novità tecniche. Il motore, innanzitutto, era un 4 cilindri in linea da 2612 cm³ (alesaggio e corsa: 80x130 mm) caratterizzato da un monoblocco in lega di alluminio e dalla testata amovibile. Ci si distaccò definitivamente dai cosiddetti sackzylinder, ossia i motori a testata fissa utilizzati fino a quel momento e antiquati già da diverso tempo. La distribuzione era invece di tipo classico, con asse a camme laterale e valvole laterali, mentre l'alimentazione era affidata ad un carburatore Pallas o Zenith. La potenza massima erogata da tale propulsore fu di 35 CV a 2000 giri/min. Un'altra caratteristica interessante di questo motore stava nei sistemi di raffreddamento e di lubrificazione, le cui pompe venivano azionate dal sistema di ingranaggi che faceva capo all'asse a camme, il quale a sua volta era azionato da due ingranaggi uniti a formare una coppia conica. Inoltre, un altro aspetto interessante stava nel fatto che il motore era unito in un solo blocco con il cambio, del tipo manuale a 4 marce, e con lo sterzo, a vite senza fine. A proposito del cambio, un'altra novità tecnica stava nella frizione a dischi multipli, che soppiantò l'antiquata soluzione della frizione conica con guarnizione in cuoio (che comunque continuò ad essere proposta nell'altro modello progettato da Zoller, la già citata 15/45 PS).

Il telaio era di tipo tradizionale, a longheroni e traverse in acciaio stampato, così come di tipo tradizionale era l'impianto frenante a ganasce agente su retrotreno (freno di servizio) e sull'albero di trasmissione (freno a mano). Le sospensioni erano ad assale rigido su entrambi gli assi: mentre l'avantreno montava molle a balestra semiellittica, il retrotreno era a balestre cantilever.
La commercializzazione della 10M20 fu avviata solo un anno dopo: alcune soluzioni tecniche non trovarono d'accordo Straus e Zoller, come ad esempio la distribuzione a valvole laterali. Straus, inoltre, sperava nella realizzazione di un motore sovralimentato, fatto che non avvenne. Il tira e molla tra Straus e Zoller allungò i tempi per l'avvio della commercializzazione e portò tra l'altro alle dimissioni del progettista svizzero, avvenute il 1º giugno 1922. E qui, a titolo di curiosità, si ebbe un avvicendamento epocale tra nomi storici dell'industria automobilistica tedesca di quegli anni: al posto di Zoller subentrò Paul Daimler (figlio del grande Gottlieb Daimler, considerato uno dei tre padri dell'automobile), proveniente dalla Daimler Motoren Gesellschaft. Al posto di Paul Daimler arrivò quel Ferdinand Porsche che venticinque anni dopo darà i natali ad una delle più famose Case automobilistiche sportive al mondo.
Tornando alla 10M20, o 10/35 PS, con questo modello la Horch rinnovò la base della sua gamma, gamma che nel 1922 era costituita da due modelli solamente, che in pratica erano solo i due progettati da Zoller, mentre gli altri erano appena usciti di produzione. Tutto ciò rispecchiava il piano di razionalizzazione della gamma voluto da Straus e consistente nel tagliare i rami secchi, ossia quei modelli che ormai non avevano chance commerciali. Tuttavia non bisogna assolutamente pensare alla 10M20 come ad un modello economico, anzi, essa ricopriva il ruolo di vettura di lusso, spesso molto ambita dalle maggiori personalità politiche di diverse nazioni, basti pensare che un esemplare di 10M20 fu ordinato nientemeno che dall'allora re di Svezia, Gustavo V. 

Come già detto, alla sua presentazione la 10M20 montava un retrotreno a molle cantilever. Si trattava di una soluzione che inizialmente era prevista per un modello di fascia superiore e che poi non venne mai prodotto. Poiché di tale sistema di sospensioni furono già approntati 30 pezzi, i primi trenta esemplari di 10M20 furono equipaggiati con questo tipo di retrotreno. Dal trentunesimo esemplare in poi il retrotreno divenne a balestre semiellittiche.
La commercializzazione ufficiale della 10M20 fu avviata solo nel novembre del 1922 ed è per questo che le fonti riportano questo anno come inizio del periodo produttivo della vettura. La 10M20 andò a sostituire la Horch 10/30 PS, sia in versione B che in versione N. Accanto alle lussuose carrozzerie di tipo torpedo, cabriolet e limousine normale o lunga (quest'ultima nota anche come pullman-limousine), la 10M20 fu prodotta anche in un centinaio di esemplari con carrozzeria furgonata, destinata al trasporto di merci. In ogni caso la velocità massima si aggirava sugli 80 km/h, con un consumo medio di 15 litri per 100 km. La produzione della 10M20 durò due anni, fino al dicembre del 1924: ne vennero prodotti 1.030 esemplari, di cui 930 automobili vere e proprie e 100 versioni per trasporto merci.

### La 10/50 PS o 10M25
Mentre la 10M20 cominciò ad essere commercializzata, Paul Daimler, subentrato ad Arnold Zoller, era già al lavoro sul motore della vettura progettata da quest'ultimo. L'obiettivo era quello di ottenere maggiori prestazioni, degne di una vera vettura di lusso, come era nei piani di Moritz Straus. Il capo della Horch auspicava la sovralimentazione per il nuovo motore, ma Paul Daimler dimostrò che fu possibile ottenere prestazioni di rilievo anche senza tale espediente: preso il motore della 10M20 lo rifece da zero utilizzando per il monoblocco una nuova lega leggera, il Silumin, che aveva il vantaggio di una maggior conduttività termica e quindi favoriva il raffreddamento del motore stesso. Contemporaneamente cambiò lo schema della distribuzione, portando per la prima volta alla Horch la configurazione a valvole in testa con asse a camme laterale. Anche i pistoni furono realizzati in lega leggera ed inseriti in camicie cilindri innestate per interferenza. Alcune modifiche interessarono anche il telaio, che ricevette un impianto frenante a quattro tamburi con comando meccanico.

La vettura così aggiornata fu introdotta nel dicembre del 1924, proprio in concomitanza con l'uscita dai listini della 10M20. Il nome del nuovo modello era 10/50 PS, oppure 10M25 (ma alcune fonti riportano come denominazione anche 10M21): si trattò di un modello che andò a sostituire sia la 10M20, sia altri due modelli, vale a dire quella stessa 15/45 PS presentata due anni prima a Berlino e la 18/50 PS, un modello la cui progettazione originale risaliva ormai al 1913, sebbene fosse stato via via aggiornato nel corso degli anni. Il motore della 10/50 PS manteneva la stessa cilindrata della 10M20, ma grazie alle soluzioni applicate da Daimler la potenza lievitò a 50 CV a 2800 giri/min, consentendo il raggiungimento di una velocità massima di 100 km/h, mentre il consumo rimase invariato a 15 litri/100 km.

Esternamente la 10/50 PS propose per la prima volta un radiatore con logo rappresentante una corona posto sulla sommità del radiatore stesso. La 10/50 PS portò all'estremo il piano di semplificazione della gamma voluto da Moritz Straus: nei due anni in cui fu in produzione fu l'unica Horch in listino e venne proposta a prezzi compresi tra 12.875 e 16.750 RM. La sua produzione terminò nel dicembre del 1926 ed ammontò a 2.330 esemplari.

L'eredità della 10/50 PS fu raccolta dalla Horch 303, primo esponente della numerosa famiglia delle Horch 8 con motori ad 8 cilindri.